# Mariä Himmelfahrt (Großwenkheim)

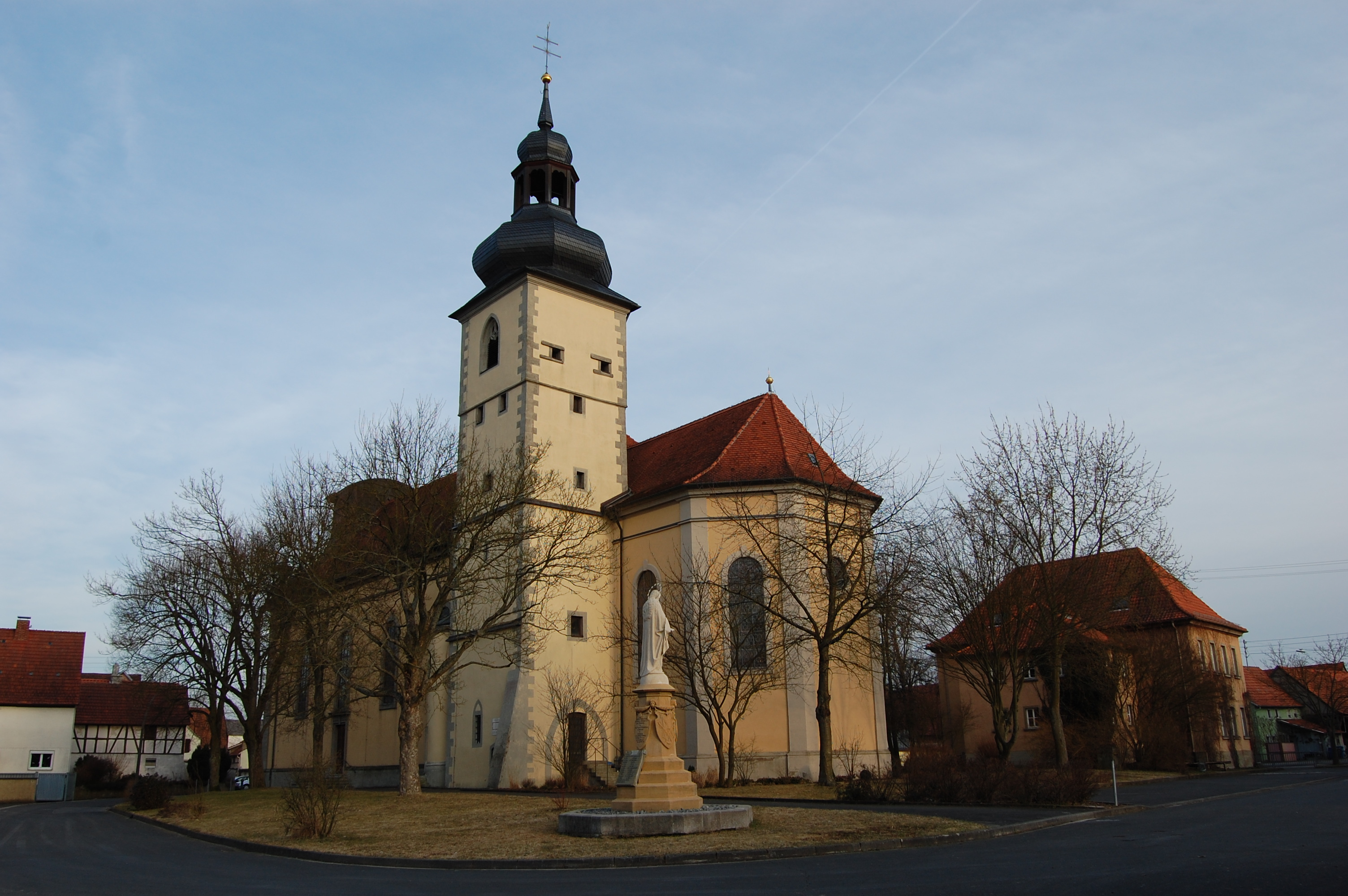
Die Mariä-Himmelfahrt-Kirche von Großwenkheim.

Die römisch-katholische Kirche Mariä Himmelfahrt befindet sich in Großwenkheim, einem Ortsteil von Münnerstadt, einer Stadt im unterfränkischen Landkreis Bad Kissingen. Ihre Namensgebung geht auf Mariä Aufnahme in den Himmel zurück.
Die Kirche gehört zu den Baudenkmälern von Münnerstadt und ist unter der Nummer D-6-72-135-138 in der Bayerischen Denkmalliste registriert.

## Geschichte
Der Bau der Mariä-Himmelfahrt-Kirche begann am 25. September 1765 auf Initiative von Bonifaz Geßner, dem Abt des Zisterzienserklosters Maria Bildhausen. Sie ersetzte einen Vorgängerbau, der um 1430 entstanden war.
Die künstlerische Ausgestaltung wurde dem Münnerstädter Maler Johann Peter Herrlein übertragen. Er schuf das Bild des linken Seitenaltars und, im Jahr 1768, das Deckengemälde, eine Darstellung der Verherrlichung der Dreifaltigkeit.
Der in Königshofen im Grabfeld hergestellte Hochaltar wurde von Abt Bonifaz gestiftet. Sein Altarbild wurde 1767 vom Bamberger Maler Marquart Treu geschaffen und zeigt Marias Tod und Himmelfahrt. Der Hochaltar selbst, dessen Herstellung 700 Reichstaler kostete, wurde von 1768 bis 1771 durch den Stuckateur J. Michael Krieger aus gegossenen Teilen zusammengesetzt und 1777 von Nikolaus Amersbach vergoldet. Die beiden Statuen neben dem Altarbild stellen den hl. Benedikt von Nursia (links vom Altarbild) und den hl. Bernhard von Clairvaux (rechts vom Altarbild dar).
Am 23. August 1772 wurde die Kirche von Bischof Gebsattel geweiht.